# Дейко Марія
Дейко Марія Олексіївна (англ. Maria Dejko, 14 жовтня 1889, Паричі, Білорусь — 30 квітня 1969, Мельбурн, Австралія) — українська освітня діячка, автор ряду підручників і посібників, зокрема в українській діаспорі.

## Біографія
Народилася в лікарській родині. Дід по матері — священик. Дід по батьку — міський голова м. Переяслав.
Ґрунтовно оволоділа французькою мовою. Навчалася у Полтавському інституті шляхетних дівчат. Закінчила його із золотою медаллю. Але під час Голодомору змушена продати її за 400 крб. Крім того, закінчила Вищі жіночі курси у Санкт-Петербурзі. У 1912-14 роках студіювала у Сорбонському університеті на філологічному факультеті.
У наступні роки вчителювала у Полтаві, керувала катедрою методики навчання у Полтавській філії Харківського університету.
За переконаннями міцно стояла на основі важливості національного виховання. У 1920 р. після приходу радянської влади була заарештована, півроку провела в ув'язненні.
У 1928 р. переїздить до Харкова, де займається педагогічною діяльністю.
У 1935 р. очолила кафедру французької мови в Інституті іноземних мов у Харкові.
У 1939 р. видала підручник для вивчення французької мови «Чотири пори року».
Від 1944 на еміграції у таборах переміщених осіб («ДП») в Німеччині, жила в м. Ашаффенбург (Німеччина), у 1949 р. переїхала до Австралії, де жила в Ньюпорті (околиця Мельбурну).
Марія Дейко — відомий громадський і освітній діяч української діаспори. Почесний член Української Центральної шкільної ради в Австралії.

## Видання
Марія Дейко автор п'єси для дітей і юнацтва:
- «Оля перевізниківна та інші п'єси для дітей і доросту [Архівовано 9 листопада 2014 у Wayback Machine.]». Вид. «Ластівка», Мельборн, 1957, 37 ст.

Уклала низку читанок для українських шкіл:
- «Буквар» (1963)
- «Рідне слово» (1963)
- «Волошки» (1963)
- «Рідний Край» (1963)
- «Євшан зілля» (1965)
- «Про що тирса шелестіла…» (1969)

Ці читанки вживалися також в українських школах поза Австралією.
Уже після смерті син Володимир і його дружина Алла через видавництво «Рідна школа» видали українсько-англійський та англійсько-український словник та перевидали ряд навчальних книжок Марії Дейко:
- «Українсько-англійський словник широкого вжитку» том I (Ukrainian-English Dictionary for Popular Use, Vol. I), близько 50,000 слів та виразів (1979)
- «Англійсько-український словник широкого вжитку» том II (English-Ukrainian for Popular Use, Vol. II), близько 50,000 слів та виразів (1979)
- «Рідний Край» (1971)
- «Про що тирса шелестіла» (1977)
- «Рідне слово» (1990)
- «Волошки» (1992)
- «Євшан-зілля» (1995)
- «Буквар» (1988, 2001)